# Ciudad Invisible
Ciudad Invisible es una serie de televisión web brasileña de fantasía de Carlos Saldanha, basada en un guion de Raphael Draccon y Carolina Munhóz. Está protagonizada por Marcos Pigossi, Alessandra Negrini, Jessica Cores, Fábio Lago y Victor Sparapane. La serie fue lanzada en todo el mundo a través de Netflix el 5 de febrero de 2021 y encabezó la lista de producciones más vistas en Netflix en Brasil.

## Sinopsis
Tras encontrar un delfín rosado muerto en una playa de Río de Janeiro, el detective Eric (Marco Pigossi) de la Comisaría Ambiental se involucra en una investigación de asesinato y descubre un mundo habitado por entidades míticas generalmente invisibles para los humanos.

## Reparto
| Actor              | Personaje                |
| ------------------ | ------------------------ |
| Marco Pigossi      | Detetive Eric Alves      |
| Alessandra Negrini | Inês / Cuca              |
| Jessica Córes      | Camila / Iara            |
| Jimmy London       | Tutu / Coca              |
| Áurea Maranhão     | Detetive Márcia Guedes   |
| José Dumont        | Ciço                     |
| Wesley Guimarães   | Saci-Pererê              |
| Fábio Lago         | Iberê / Curupira         |
| Victor Sparapane   | Manaus / Lenda do boto   |
| Eduardo Chagas     | Sr. Antunes / Corpo-seco |
| Thaia Perez        | Januária Alves           |
| Manu Dieguez       | Luna Alves               |

### Participações especiais
| Actor           | Personaje       |
| --------------- | --------------- |
| Julia Konrad    | Gabriela Alves  |
| Tainá Medina    | Fabiana         |
| Rafael Sieg     | Ivo             |
| Samuel de Assis | João            |
| Rubens Caribé   | Dr. Afonso      |
| Ivan de Almeida | Benzedor        |
| Teca Pereira    | Enfermeira      |
| Nica Bonfim     | Senhora na Lapa |